# 静かな湖畔の森の影から
「静かな湖畔の森の影から」（しずかなこはんのもりのかげから）は、日本の童謡。輪唱でよく歌われる。
作詞は山北多喜彦で、1936年にYMCA野尻湖キャンプ場で作られた。曲はもともとアメリカの童謡 「Sweetly Sings the Donkey」が、スイスのドイツ語の童謡「Auf der Mauer, auf der Lauer」ともアメリカの童謡「Itsy Bitsy Spider」とも似ている。一番の歌詞でカッコウの鳴き声、二番の歌詞でフクロウの鳴き声を真似るのと、青少年がキャンプなどでよく輪唱で歌うのは、長年日本独特のものだと思われていた。しかし、原曲でも、一番の歌詞 (Sweetly sings the donkey / at the break of day / if you do not feed him, this is what he'll say / hee-haw, hee-haw...) ではロバの鳴き声を真似る。
メロディの一部がオランダの童謡 「De zevensprong」にも引用されている。日本で知名な曲、Ken-Dの「The 7 Jump」（『ダンスマニア夏物語』に収録）はこの童謡が元になっている。
1958年発売のダークダックスの6曲入りEP『ピクニック・ソング』（テイチク NEP-1052）に「静かな湖畔の」として収録。当時は作詞者が判明しておらず、ジャケットには「作曲、作詩者ともに不明でアメリカ民謡だろうと言われているのにも疑問があります」と記されている。
NEC製の防災無線にも収録されており、自治体によっては夕方に流れることがある。
パトライト製のスピーカーにも収録されており、東武鉄道の一部駅では信号開通時のメロディとして採用されている。
群馬県道33号渋川松井田線（通称: 榛名湖メロディライン）では、適切な速度で走行するとこのメロディが聞こえてくるようになっている。
2007年にキッコーマンの「我が家は焼肉屋さん」のCMソングで、この曲の替え歌を上戸彩が歌った。
2012年に長谷川ホールディングス 「おそうじ本舗」のCMソングで、この曲の替え歌を柴田理恵を中心に「ママさんコーラス」で歌われた。
2019年にエスビー食品「SPICE&HERBシーズニング」のテレビCM「シーズニング合唱団韓国風たたききゅうり」篇・「シーズニング合唱団鶏の香草焼き」篇にてメロディが使われた。
山陽新幹線新神戸駅では、かつてホームドア開閉時にこのメロディが流れており、「電車でGO! 山陽新幹線編」でも再現されていた。上りホームは2018年夏、下りは2019年春に新型のホームドアに置き換えられるまで使用された。